# FedExForum

El FedExForum es uno de los más particulares pabellones polideportivos de la NBA. Fue inaugurado oficialmente en septiembre de 2004, y se encuentra situado en la parte sur de la ciudad de Memphis, Tennessee, en los Estados Unidos, siendo ésta la propietaria del recinto. Su nombre se debe a que su principal patrocinador, la conocida empresa de mensajería FedEx, adquirió los derechos de nombre del recinto. Puede albergar todo tipo de acontecimientos, desde partidos de baloncesto a conciertos o todo tipo de espectáculos. Es el estadio del equipo de los Memphis Grizzlies de la NBA, que anteriormente disputaba sus encuentros en el Pyramid Arena.

## Aforo
El FedExForum tiene una extensión de 75 000 m², contando con 18.165 asientos para el baloncesto, capacidad que se reduce a 12 633 cuando se trata de hockey sobre hielo. Cuenta con cerca de 1000 asientos vip divididos en diferentes tipos de palcos exclusivos.

## Equipos
El estadio está compartido en la actualidad por los siguientes equipos:
- Memphis Grizzlies (NBA)
- Memphis Tigers (NCAA)

## Eventos
En este estadio se ha celebrado el evento de la WWE Unforgiven el 16 de septiembre de 2007 y en 2015 se llevó a cabo el evento de WWE Fastlane

## Galería

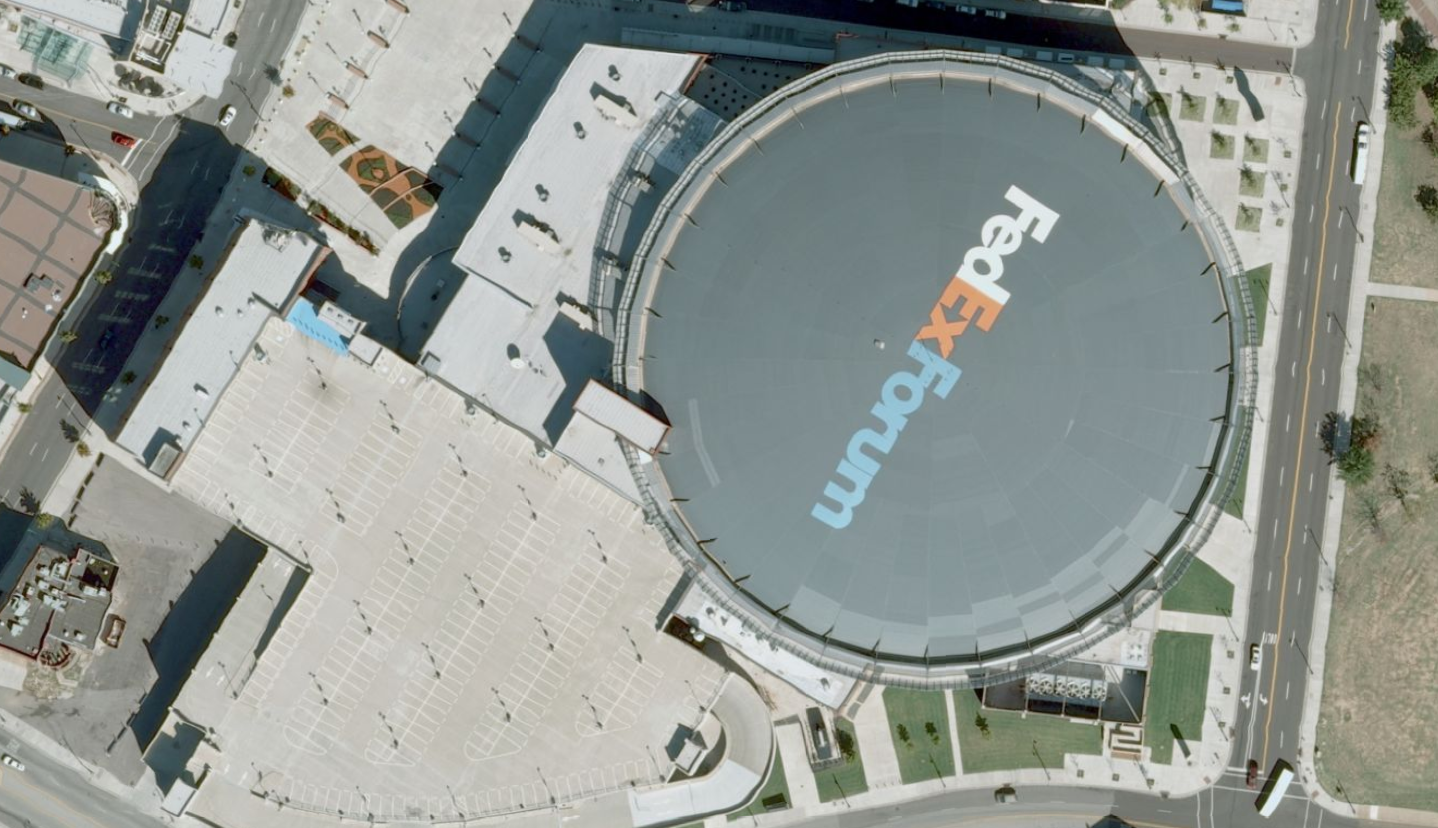
Vista cenital
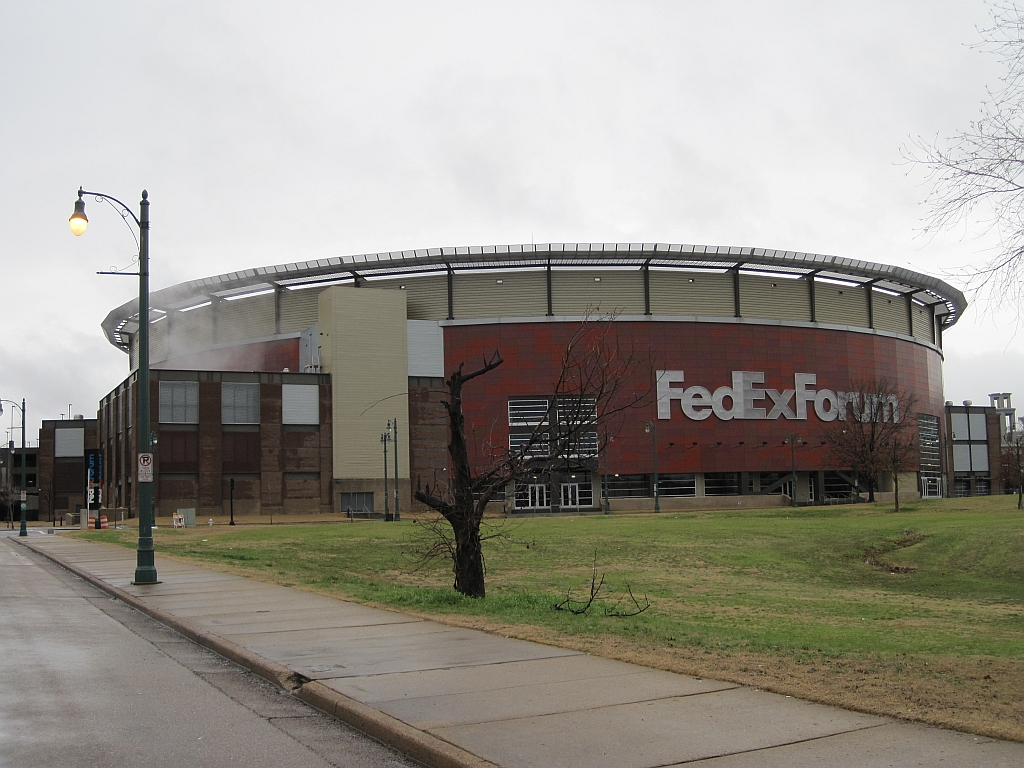
Fachada
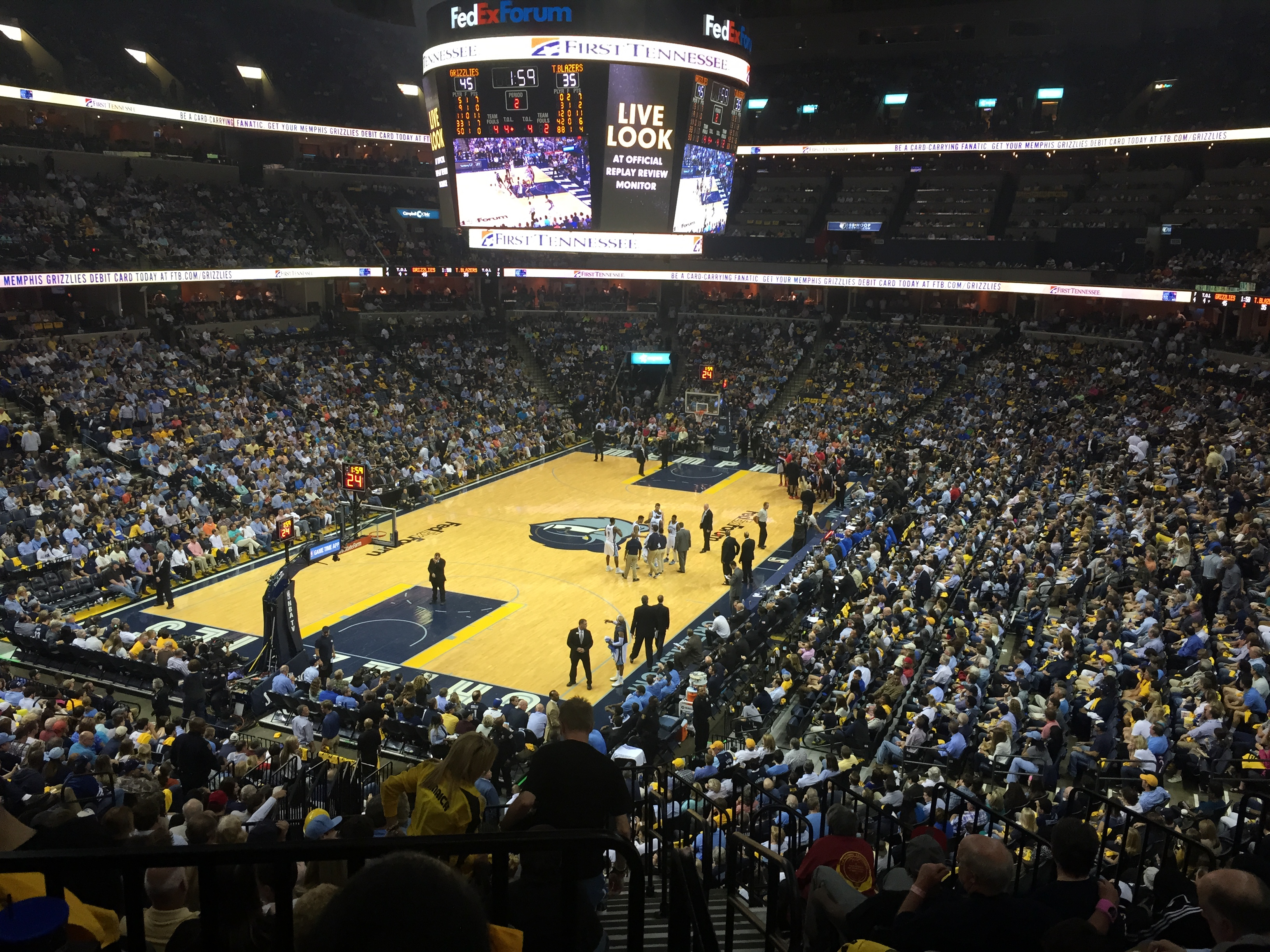
Vista interior del estadio